# Aeroportul Leopoldina
Aeroportul Leopoldina (IATA: LEP, ICAO: SNDN) este un aeroport din Minas Gerais, Brazilia ce deservește zona Leopoldina. A fost numit după Leopoldina⁠(d).
Situat la o altitudine de 280 m, aeroportul dispune de 1 pistă.

## Infrastructură

### Piste
Aeroportul dispune de o singură pistă. Pista 12/30 are suprafața de asfalt și dimensiunile 1.200 m × 30 m. 